# 北川政夫
北川 政夫（きたがわ まさお、1910年2月 - 1995年8月4日）は、日本の植物学者である。戦前は中国東北部の植物を研究した。
旧満州の大連市に生まれた。東京帝国大学の植物学科を卒業した。大陸科学院研究官を務め、標本を収集し、地域植物誌をまとめ、中国東北部の植物相を明らかにするとともに、多くの新種植物の記載を行った。ボウフウ（Saposhnikovia seseloides auct. non (Hoffm.) Kitag.）の記載などが含まれる。1947年から農林技術研究所、農業技術研究所で働き、1950年から横浜国立大学の教授となった。

## 著書
- 關東州植物誌 （1927）
- 滿洲國植物考 （1939）
- 熱河省産新植物 中井猛之進と共著（1934）
- 生きている植物の四季 宮脇昭と共著 （1958）
- 新日本植物誌 （顕花篇） 大井次三郎の著書の改訂（1983）